# 1780年のグレートハリケーン
1780年に発生した「グレート・ハリケーン (Great Hurricane of 1780) 」は、大西洋を襲ったハリケーン（熱帯低気圧）の中でも、史上最悪の被害をもたらしたハリケーンとみなされている。1780年10月10日から10月16日にかけてこのハリケーンに襲われたカリブ海の小アンティル諸島の、マルティニーク島、シント・ユースタティウス島、バルバドス島などは、およそ2万2千人が死亡するという壊滅的な被害を受けた。　また、海上での死者も数千人に上ると見られている。

## 被害

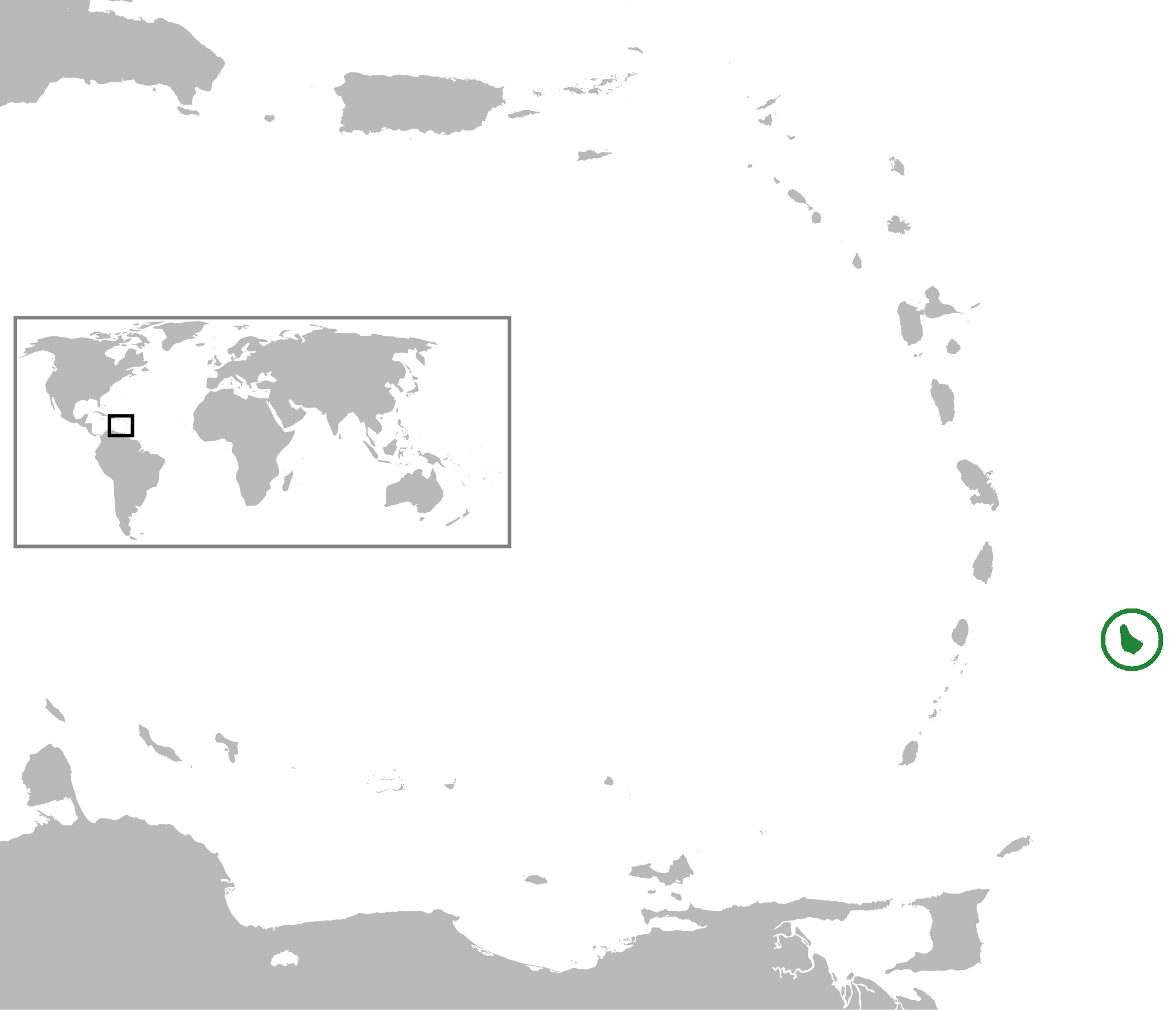
バルバドス島の位置

グレート・ハリケーンが発生したのはアメリカ独立戦争のさなかであった。当時、イギリスは対アメリカ海上封鎖を行い、西インド諸島ではイギリス艦隊とアメリカ側についた国々の艦隊が、島々の支配権や制海権を巡って戦っていた。ハリケーンはちょうど小アンティル諸島周辺を巡り争っていたイギリス艦隊とフランス艦隊を直撃し、双方の艦隊は大嵐に襲われて大きな損傷をこうむり散り散りになった。小アンティル諸島で荒れ狂ったハリケーンは、スペイン、オランダ、イギリス、フランスの各国艦隊の水兵数千人の命を奪った。
イギリス艦隊の司令官だったジョージ・ロドニー提督は、ハリケーンの後ニューヨークから西インド諸島に戻ったが、バルバドスに残した12隻の戦艦のうち8隻が沈没し、その乗員のほとんどが遭難したことを知った。また、彼の指揮下にあった艦船もほとんどが損傷したことが分かった。
ハリケーン被害を調査するため送られたイギリス軍の偵察隊が報告したところによれば、大嵐は10月10日から12日にかけて、2日以上の間バルバドス周辺海域にとどまり続けたという。バルバドス島にあった木々や建物は、ほぼすべて地上になぎ倒されていた。漁船数十隻も漁に出たまま戻らなかった。死者は4,326人にのぼり、島に住むほぼすべての家族はハリケーンで身内を失った。破壊の具合があまりにすさまじかったため、偵察隊は嵐と地震が同時に襲ったと誤った結論を出したほどだった。
ハリケーンはマルティニーク島で9,000人の死者を出した。またセントルシア島をはじめ、小アンティル諸島の他の島でも多数の死亡者を出した。
シント・ユースタティウス島では4,000人から5,000人が死亡した。ハリケーンはこの後、プエルトリコ島の南西隅をかすめ、北西方向へ移動していった。
ハリケーンは10月16日ごろ、イスパニョーラ島の東部から北部を通過し、10月17日ごろフロリダ半島に接近した。ハリケーンは北米大陸の東沖を進み、チャールストンの沖合いでも強い疾風が起こっていた。いくつかの情報源は、ハリケーンの中心は10月16日から18日にかけて、ハイチ北方の北回帰線で急旋回し、西方へ進むのをやめ北東へ向かったという。他の情報源ではハリケーンは定説以上にフロリダに接近したという。
ロンドンで発行されている船舶と保険の雑誌ロイズ・リストは、12月19日号でこのハリケーンの情報を初めて取り上げ、1781年4月まで追加情報を出し続けたという。

## 気象

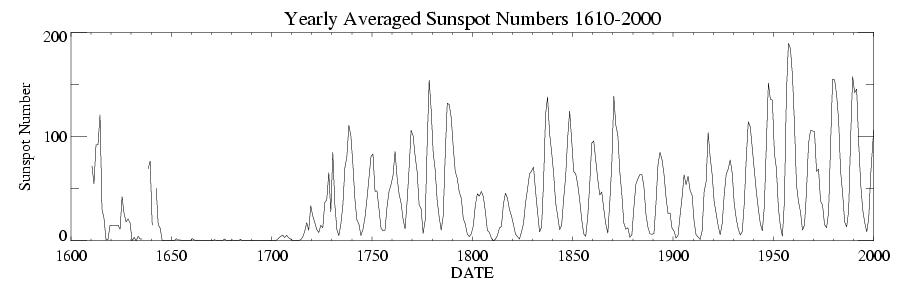
太陽黒点の400年史（1610年-2000年）

この1780年は、10月に大西洋でグレート・ハリケーンも含め3つも巨大ハリケーンが誕生し、それぞれが少なくとも千人以上の死者を出すという異常な年だった。
大きな太陽活動は、その後に大量の太陽黒点を残す。たとえば、1958年にピークを迎えたサイクル（第19太陽周期）と、2000年から2002年にピークを迎えたサイクル（第23太陽周期）では大量の黒点が観測され、この数千年間で最も活発な太陽活動があったと見られる。　グレート・ハリケーンのあった1780年、太陽黒点の数はピークに達し、20世紀後半より前の数世紀では最も多い水準にあった。また1775年から1785年にかけての太陽活動のサイクル（第3太陽周期）においては、異常に多い数の巨大ハリケーンが発生している。過去4世紀に記録されたハリケーンのうち、被害が最悪のハリケーン10位までの3個、25位までの6個はこの期間に集中している。
こうした異常気象と大きな太陽活動を関連付ける見方もあるが、直接の関係ははっきりしていないと否定する見方もある。

## 歴史上の巨大ハリケーン
グレート・ハリケーンのほかに多くの死亡者を出した大西洋のハリケーンは以下のようなものがある。2005年のハリケーン・カトリーナは死亡者2000人弱と、人的被害の面ではこれらのハリケーンに及ばない。

### 人的被害の大きなハリケーン
- 1位：グレート・ハリケーン（1780年）、小アンティル諸島、フロリダ、ジョージアで22,000人
- 2位：ハリケーン・ミッチ（1998年）、ホンジュラスを中心に中米で9,000人－18,000人
- 3位：ガルベストン・ハリケーン（1900年）、テキサス州ガルベストンを中心に8,000人－12,000人
- 4位：ハリケーン・フィフィ（1974年）、ホンジュラスを中心に中米で8,000人－10,000人
- 5位：ドミニカ共和国ハリケーン（1930年）、ドミニカ共和国、ハイチ共和国などイスパニョーラ島を中心に2,000人－8,000人